# Järsö, Lemland
Järsö med Bergö och Stångklubben är en ö i Åland (Finland). Den ligger i Skärgårdshavet eller Ålands hav och i kommunen Lemland i landskapet Åland, i den sydvästra delen av landet. Ön ligger nära Mariehamn och omkring 270 kilometer väster om Helsingfors.
Öns area är 4,01 kvadratkilometer och dess största längd är 4,4 kilometer i sydöst-nordvästlig riktning.
Fast vägförbindelse finns till Nåtö i norr och vidare till Mariehamn. Ön ingår i Järsö–Nåtö skärgårdsområde.

## Delöar och uddar
- Bergö 60°01′43″N 19°58′19″Ö / 60.02874°N 19.97204°Ö
- Fansberg 60°02′02″N 19°57′37″Ö / 60.03384°N 19.96017°Ö (udde)
- Skedholm 60°01′24″N 19°58′48″Ö / 60.02326°N 19.97987°Ö (udde)
- Lilla Björkö 60°00′35″N 20°00′39″Ö / 60.00971°N 20.01096°Ö (udde)
- Holmen 60°01′37″N 19°59′09″Ö / 60.02683°N 19.98575°Ö (udde)
- Stacknäs 60°00′55″N 20°01′06″Ö / 60.01539°N 20.01829°Ö (udde)
- Hästskär 60°00′30″N 20°00′16″Ö / 60.00829°N 20.00448°Ö (udde)
- Häggsudden 60°01′06″N 20°00′58″Ö / 60.01824°N 20.016°Ö (udde)
- Pepparskär 60°00′40″N 19°58′54″Ö / 60.01122°N 19.98171°Ö (udde)
- Stångklubben 60°00′48″N 19°59′00″Ö / 60.01327°N 19.98345°Ö